# 柬埔寨國家童軍總會
柬埔寨國家童軍總會為柬埔寨的國家童軍組織，於2005年9月成立，合併了柬埔寨國家童軍組織（Scout Organization of Cambodia）與柬埔寨童軍，並於2008年7月1日成為世界童軍運動組織成員。2011年，本會服務了5,404名成員。

## 歷史

### 早期童軍組織
原來的高棉童軍總會（អង្គការខេមរកាយារិទ្ធិ）創建於1934年，由西索瓦·莫尼列親王與其他服務員領導。第一代的柬埔寨童軍活動於境內多個省分流行，總人數超過1,000名成員。 
法國童軍與女童軍總領袖安德烈·勒菲弗於法屬印度支那全境找來60名童軍團長舉辦訓練營隊。1937年年底，法國童軍派出雷蒙德·史雷梅爾到法屬印度支那的柬埔寨、寮國與越南區域，在這些區域成立法屬印度支那童軍總會聯盟。

## 計畫
未來柬埔寨的童軍活動發展將會著重在以下這幾項：
- 制訂所有階段童軍成人服務員的指導方針；
- 訓練成人服務員；
- 參與不同的社區發展/服務計畫；
- 創造一系列的童軍文學作品；
- 與政府以及其他外部機構建立伙伴關係；
- 參與區域或其他國家層級的童軍活動。

柬埔寨國家童軍總會依照年齡，將童軍年齡階段分為以下3個：
- 幼童軍
- 童軍
- 羅浮童軍

## 象徵
柬埔寨的童軍銘言為，意即高棉语“准备”。

## 外部連結
- Background information on Scouting in Cambodia